# Mecklenburg
För andra betydelser, se Mecklenburg (olika betydelser).

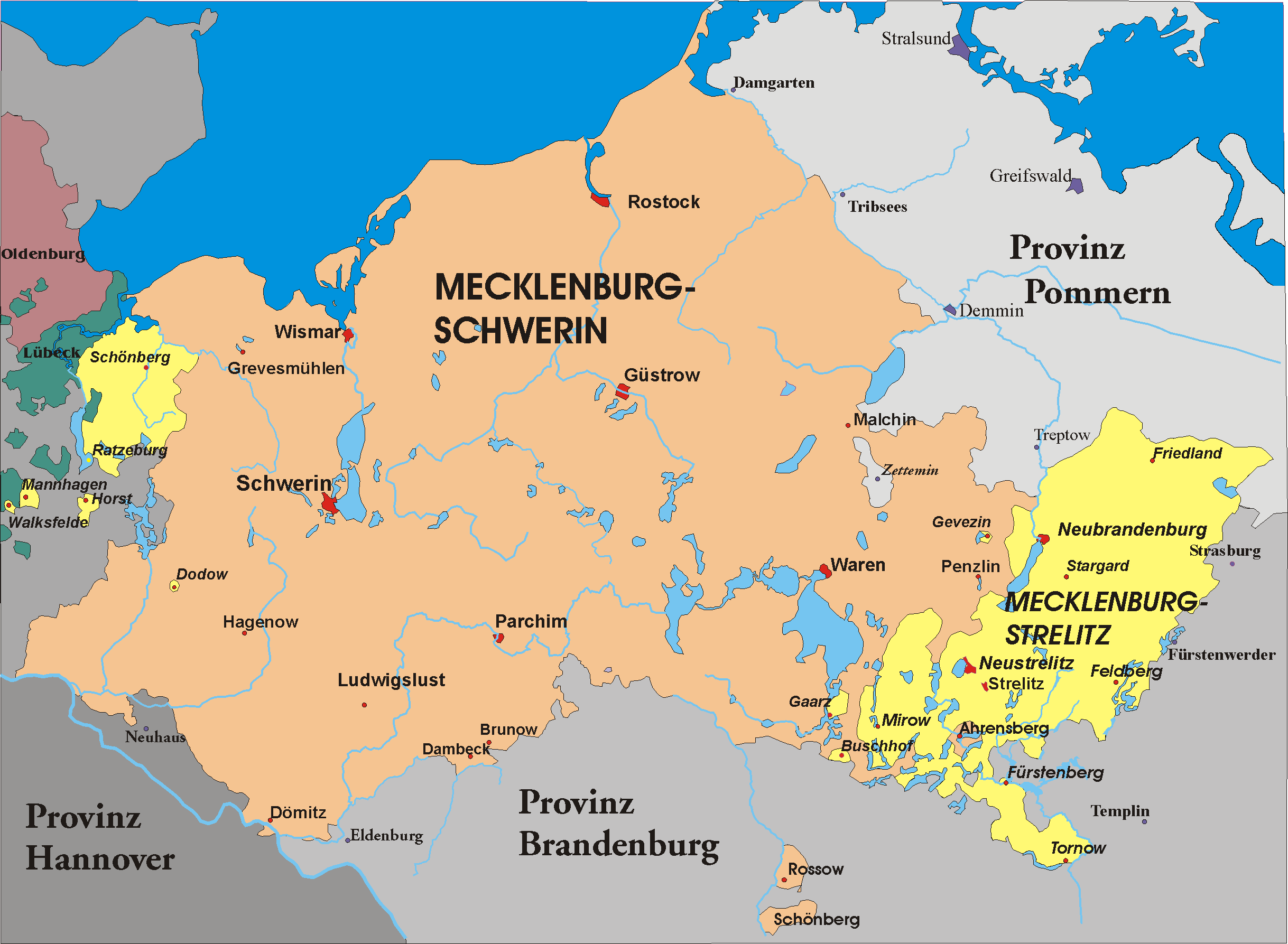
Mecklenburgs utsträckning mellan 1866 och 1934, då regionen var delad mellan Mecklenburg-Schwerin och Mecklenburg-Strelitz.

Mecklenburgs läge i dagens Tyskland

Mecklenburgs vapen visar ett tjurhuvud.

Mecklenburg (Meklenburg på medellågtyska) är en historisk region och ett före detta tyskt furstendöme som var beläget mellan de båda floderna Elbe och Oder. Det var under kejsardömet (1871–1919) delat mellan de båda storhertigdömena Mecklenburg-Schwerin och Mecklenburg-Strelitz. Sedan 1990 är Mecklenburg en del av det tyska förbundslandet Mecklenburg-Vorpommern.

## Geografi
Mecklenburg tillhör det nordtyska låglandet och upptas till största delen av den så kallade Baltiska sjöplatån, vars riktning i Mecklenburg går från nordväst till sydöst Endast i sydväst sträcker sig området utanför denna platå, och i nordöst utbreder sig ett lågt förland fram till Östersjön. Sjöplatån har en bredd av 40–50 km, är i sydöst omkring 100 m hög, i nordöst högst 60 m samt avtar i höjd mot väster. Över platån reser sig några berg, bland vilka märks Helpterberg (179 m), Lichtenberg (166 m), Keulenberg (140 m) i den östra delen och Hoheburg (143 m) med flera i nordvästra delen. Utanför den egentliga sjöplatån höjer sig i sydväst Ruhnerberg (178 m) och Sonnenberg (126 m). Även i det nordöstra förlandet finns några, från sjöplatån alldeles fristående lägre berg. 
På en grundval av paleozoiska berg vilar krita, som i sydvästra delen är överlagrad av tertiära bildningar. På kritan och de nämnda tertiära bildningarna ligger diluviala sediment av ända till 100–130 m djup och ovanpå dem här och var alluviala lager. För landets ytbildning har istiden varit i hög grad bestämmande. Det är glaciala avlagringar, som bildar marken och betingar dess former. Moränbildningar och rullstensåsar är kvarlevor från denna tid, liksom även den utomordentligt rika förekomsten av sjöar. Inom Mecklenburg finns omkring 650 sjöar med en totalyta av 850 km², det vill säga 5,3 % av hela landets. De största är Müritzsjön (133 km²), Schwerinsjön (65 km²) och Plauersjön (42,5 km²). Floderna är likaledes många, men små. De flesta är bifloder till Elbe, som själv berör en del av Mecklenburg-Schwerin. De största är Elde (220 km) och Warnow (130 km), den senares vattenområde omfattar 3 171 km². Även Peene upprinner inom Mecklenburg. Några är segelbara, såsom i norr Warnow (med Nebel) och Peene, i söder huvudsakligen Elde. 
Kusten är i regel flack, brant är den endast på enstaka ställen, såsom vid Bad Doberan; dess längd är 228 km. Den djupaste inskärningen är Wismarbukten, från vilken Boltenhagener Wiek tränger in väster om den stora ön Poel, medan Salzhaff utmynnar i dess östra del, skild från Östersjön genom halvön Wustrow. En annan haff- eller kanske rättare limanbildning är Breitling, söder om Warnemünde; även en del av Saaler Bodden hör till Mecklenburg.
Mecklenburg-Schwerin var till ytan den sjunde och till folkmängden den nionde största staten i Tyska riket. Det gränsade i norr till Östersjön, i öster till Pommern och Mecklenburg-Strelitz, i söder till Brandenburg och Hannover samt i väster till Schleswig-Holstein, det strelitzska furstendömet Ratzeburg och floden Trave. Det omfattade hertigdömena Schwerin och Güstrow, distriktet Rostock, furstendömet Schwerin och herresätet Wismar jämte tre små enklaver i Brandenburg och Mecklenburg-Strelitz. Inom dess gränser låg en till Preussen och två till Mecklenburg-Strelitz hörande enklaver. Arealen utgjorde 13 127 km² (varav 667 km² vatten).
Mecklenburg-Strelitz, till storleken den tolfte och till folkmängden den tjugoförsta staten i Tyska riket, bestod av två skilda delar: herresätet Stargard (i nyare tid utan historisk grund kallat hertigdömet Strelitz), öster om Mecklenburg-Schwerin, mellan detta samt Pommern och Brandenburg, och furstendömet Ratzeburg (ett sekulariserat biskopsland), väster om Mecklenburg-Schwerin och i övrigt begränsat av Schleswig-Holstein, Lübeck och Trave. Den sammanlagda arealen utgjorde 2 930 km².

## Historia
De germaner, som på Tacitus tid innehade den trakt, som nu kallas Mecklenburg, efterträddes sedan 500-talet av vendiska slaver: Lutitzer i öster, redarier i sydväst och obotriter i västra delen av landet, som fått sitt namn av deras huvudstad Mikilinborg ("den stora borgen", nu en by söder om Wismar). År 1160 gjorde hertig Henrik Lejonet av Sachsen sig till herre över obotriternas land och insatte 1167 deras furste Pribislav I av Mecklenburg, stamfader för det ännu regerande furstehuset, till sin vasall, sedan denne antagit kristendomen. Vid denna tid började germanernas återinflyttning i Mecklenburg, men slaverna utrotades ej, ty ännu på 1600-talet fanns ett stort antal vendiska familjer kvar. Valdemar Sejr gjorde Mecklenburg 1202 skattskyldigt till Danmark, men denna förbindelse löstes efter Valdemars nederlag vid Bornhöved (1227). År 1229 inträffade landets första delning, varigenom 4 linjer bildades. Av dessa fortlever ännu den äldsta, som residerade i stamslottet Mecklenburg, varemot de andra tre utdog; linjen Werle eller Gilstrow 1436, Rostock 1314 och Parchim 1261, så att deras länder återgick till huvudlinjen, vilken genom gifte därjämte erhöll herrskapet Stargard 1304 och genom köp grevskapet Schwerin 1358. 
Under medeltiden gjorde hertigarna av Sachsen och markgrevarna av Brandenburg anspråk på länshöghet över Mecklenburg, och först 1348 erhöll Albrekt I (1329–1379) av kejsar Karl IV hertigtiteln och erkändes därmed som omedelbar riksfurste. Hans andre son med svenske kungen Magnus Erikssons syster Eufemia, Albrekt II, var 1364–1389 kung i Sverige och 1384–1412 hertig av Mecklenburg. Genom fördraget i Wittstock 1442 erhöll Brandenburg successionsrätt, om Mecklenburgs dynasti utslocknade på manssidan. Under 1549 erkändes lutherska läran som landets religion. Åren 1555 och 1621 ägde nya delningar rum, mellan linjerna Mecklenburg-Schwerin och Mecklenburg-Güstrow. I trettioåriga kriget avsattes (1628) de båda hertigarna Johan Albrekt II av Mecklenburg-Güstrow (1611–1636) och Adolf Fredrik I av Mecklenburg-Schwerin (1608–1658) till följd av sina förbindelser med Danmark; kejsaren förpantade 1627 hela Mecklenburg till Wallenstein, som 1629 erhöll det som ärftligt län.
Med sin kusin konung Gustav II Adolfs hjälp återvände de fördrivna hertigarna 1631, och Freden i Prag (1635) återinsatte dem i deras arvländer. I westfaliska freden (1648) avträdde hertigarna staden Wismar jämte amten Poel och Neukloster till Sverige mot gottgörelse av de sekulariserade biskopsstiften Schwerin och Ratzeburg med mera. Sedan linjen Güstrow 1695 utslocknat (med Johan Albrekt II:s son Gustaf Adolf) och Adolf Fredriks i Schwerin son Kristian Ludvig avlidit barnlös 1692 (hans yngre bröder stiftade sidolinjerna Mirow och Strelitz), uppstod en flerårig arvstvist, som 1701 avgjordes så, att Kristian Ludvigs brorson Fredrik Vilhelm av Grabow (död 1713) fick Schwerin och Güstrow och hans yngste broder, Adolf Fredrik II av Strelitz (död 1708), Ratzeburg och Stargard, varigenom bildades de sedan den tiden bestående mecklenburgska staterna Mecklenburg-Schwerin och Mecklenburg-Strelitz. Hertig Fredrik Frans I av Mecklenburg-Schwerin (1785–1837) erhöll 1803 av Sverige staden Wismar med Poel och Neukloster som pant för ett lån på 100 år varjämte Sverige avstod sina anspråk på Warnemünde stadstull. Både han och hertig Karl I av Mecklenburg-Strelitz (1794–1816) biträdde Rhenförbundet (1808–1813) och därefter Tyska förbundet samt antog 1815 storhertigtiteln.
I Mecklenburg-Schwerin följde efter Fredrik Frans hans sonson Paul Fredrik (1837–42), dennes son Fredrik Frans II (1842–83) samt hans äldste son Fredrik Frans III (1883–97) och sonen Fredrik Frans IV (från1897). I Mecklenburg-Strelitz följde efter Karl hans son Georg (1816–60) och sonson Fredrik Vilhelm (1860–1904) samt dennes son Adolf Fredrik (från 1904). 
Mecklenburg stod långt efter det övriga Tyskland i fråga om social utveckling och var föga berört av den allmänna utvecklingen där, då regering och ridderskap sökt bevara det gamla samhällsskicket. Livegenskapen avskaffades den 18 januari 1820, men böndernas läge förbättrades inte nämnvärt. Industrins utveckling hämmades genom ett strängt skråväsen och handeln genom avspärrning från tullföreningen. 
I Mecklenburg-Schwerin följde efter Fredrik Frans hans sonson Paul Fredrik (1837–1842), dennes son Fredrik Frans II (1842–1883) samt hans äldste son Fredrik Frans III (1883–1897) och sonen Fredrik Frans IV (från 1897). I Mecklenburg-Strelitz följde efter Karl hans son Georg (1816–1860) och sonson Fredrik Vilhelm (1860–1904) samt dennes son Adolf Fredrik (från 1904). Marsoroligheterna 1848 tvingade de båda storhertigarna att utlova en ny författning; 31 oktober samma år sammanträdde en grundlagstiftande församling, men i augusti 1849 trädde Mecklenburg-Strelitz tillbaka från försöket, och endast för Mecklenburg-Schwerin utfärdades den nya författningen 10 oktober samma år Men mot denna protesterade såväl den strelitzska regeringen som ridderskapet och de båda mecklenburgska linjernas agnater, bland dem kungen av Preussen. Sedan en tysk förbundsdomstol förklarat den ogiltig, upphävdes den, och en fullständig reaktion inträdde, varvid till och med prygelstraffet återinfördes.
Mecklenburg-Schwerin deltog på Preussens sida i tysk-österrikiska kriget 1866, men Mecklenburg-Strelitz hann inte få sin kontingent stridsfärdig, förrän kriget redan var slut. Mecklenburg inträdde 1867 i Nordtyska förbundet, 1868 i tyska tullföreningen och 1871 i det nybildade Tyska riket.